# Patiment

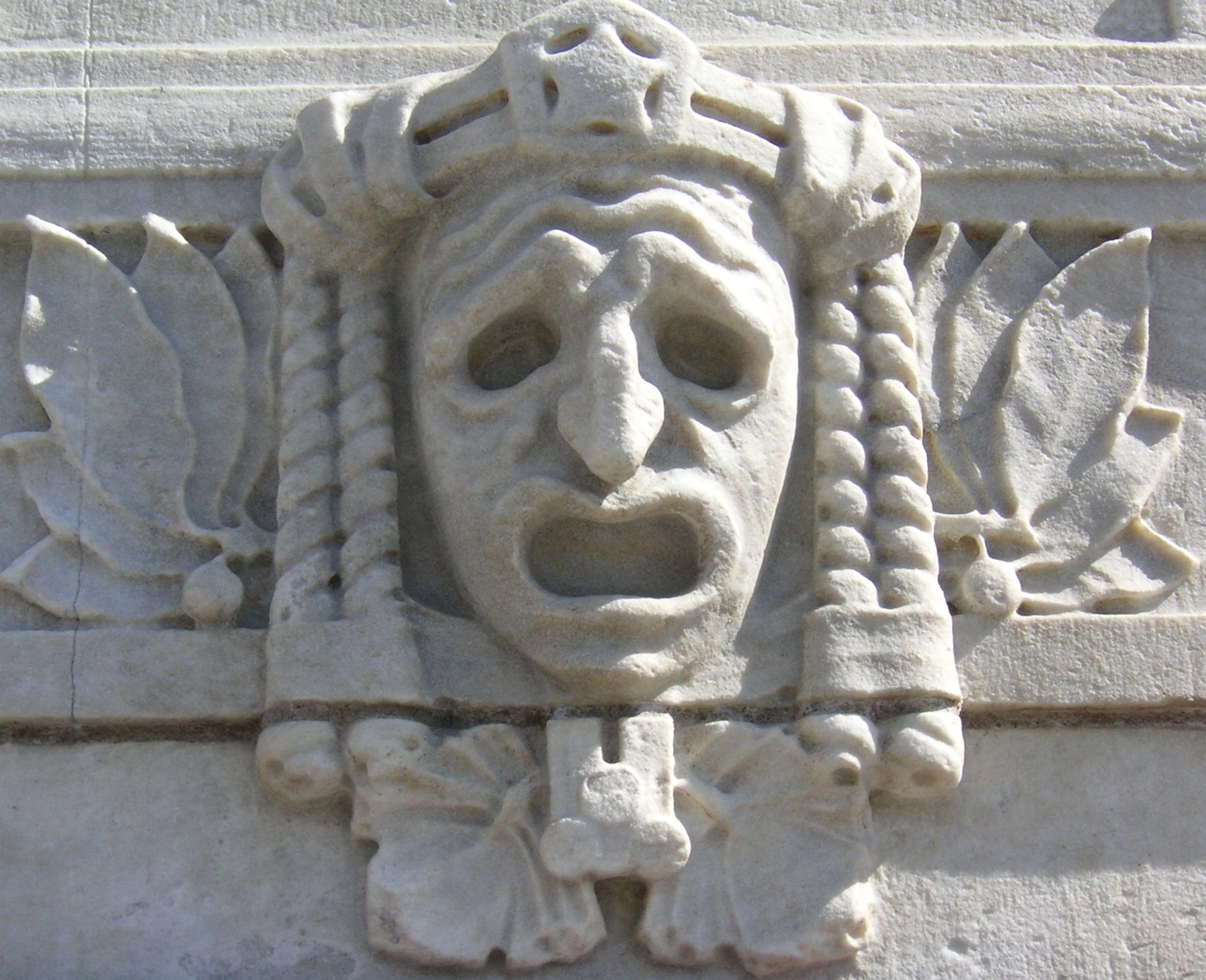
Màscara tràgica a la façana del Royal Dramatic Theatre d'Estocolm, Suècia, amb una expressió que mostra patiment.

El patiment, o dolor en un sentit ampli, pot ser una experiència de desagradable o aversió, possiblement associada amb la percepció de dany o amenaça de dany en un individu. El patiment és l'element bàsic que configura la valència negativa dels fenòmens afectius. El contrari del patiment és el plaer o la felicitat.
El sofriment es classifica sovint com a físic o mental. Pot venir en tots els graus d'intensitat, des de lleu fins a intolerable. Els factors de durada i freqüència d'ocurrència solen compondre la intensitat. Les actituds davant el sofriment poden variar molt, en el malalt o en altres persones, segons el que es consideri evitable o inevitable, útil o inútil, merescut o immerescut.
El patiment es produeix a la vida dels éssers sensibles de moltes maneres, sovint de manera dramàtica. Com a resultat, molts camps de l'activitat humana es preocupen d'alguns aspectes del patiment. Aquests aspectes poden incloure la naturalesa del patiment, els seus processos, el seu origen i causes, el seu significat i significació, els seus comportaments personals, socials i culturals relacionats, els seus remeis, gestió i usos.
En determinades circumstàncies el patiment pot estar associat al plaer, com en el masoquisme, o ser utilitzat inconscientment per a atreure l'atenció i l'estimació, com és el cas de les persones que es fan la víctima. Externament, el patiment pot estar associat al plor, a expressar un gest amarg amb la cara o amb mostres d'ansietat.

## Filosofia

### Antiga Grècia
Moltes de les filosofies hel·lenístiques tractaven el sofriment.
En el cinisme (filosofia), el patiment s'alleuja aconseguint claredat o lucidesa mental (ἁτυφια: atyphia), desenvolupant l'autosuficiència (αὐτάρκεια: autarquia), equanimitat, àrete, filantropia, parresia i indiferència a la vida (adiàfora).
Per al pirronisme, el sofriment prové de dogmes (és a dir, creences sobre qüestions no evidents), sobretot les creences que certes coses són bones o dolentes per naturalesa. El patiment es pot eliminar mitjançant el desenvolupament de l'epokhé (suspensió del judici) pel que fa a les creences, que condueix a l'ataràxia (tranquil·litat mental).
Epicur (contràriament a les percepcions errònies habituals de la seva doctrina) defensava que primer cal intentar evitar el patiment (aponia) i que el plaer més gran es troba en l'ataràxia, lliure de la recerca preocupant o de les conseqüències no desitjades dels plaers efímers. La versió de l'⁣hedonisme de l'epicureisme, com a teoria ètica, afirma que el bé i el dolent consisteixen en última instància en plaer i dolor.
Per a l'estoïcisme, el bé més gran rau en la raó i la virtut, però l'ànima hi arriba millor a través d'una mena d'indiferència (apatia) al plaer i al dolor: com a conseqüència, aquesta doctrina s'ha identificat amb un sever autocontrol pel que fa al sofriment.

### Filosofia moderna
Jeremy Bentham va desenvolupar l'utilitarisme hedonista, una doctrina popular en ètica, política i economia. Bentham va argumentar que l'acte o la política correcta era el que causaria "la felicitat més gran al major nombre de persones". Va suggerir un procediment anomenat càlcul felicífic, per determinar quant de plaer i dolor resultaria de qualsevol acció. John Stuart Mill va millorar i va promoure la doctrina de l'utilitarisme hedonista. Karl Popper, a The Open Society and Its Enemies, proposava un utilitarisme negatiu, que prioritza la reducció del patiment per sobre de la millora de la felicitat quan es parla d'utilitat: "Crec que no hi ha, des del punt de vista ètic, cap simetria entre el patiment i la felicitat, o entre el dolor i el plaer... el sofriment humà fa una crida moral directa per demanar ajuda, mentre que no hi ha cap crida semblant per augmentar la felicitat d'un home que de totes maneres està bé". David Pearce, per la seva banda, defensa un utilitarisme que té com a objectiu directament l'abolició del patiment mitjançant l'ús de la biotecnologia (vegeu més detalls a continuació a l'apartat Biologia, neurologia, psicologia). Un altre aspecte digne d'esmentar aquí és que molts utilitaristes des de Bentham sostenen que l'estatus moral d'un ésser prové de la seva capacitat de sentir plaer i dolor: per tant, els agents morals haurien de tenir en compte no només els interessos dels éssers humans sinó també els de (altres) animals. Richard Ryder va arribar a la mateixa conclusió en els seus conceptes d'"especisme " i "painisme" . Els escrits de Peter Singer, especialment el llibre Animal Liberation, representen l'avantguarda d'aquest tipus d'utilitarisme tant per als animals com per a les persones.
Una altra doctrina relacionada amb l'alleujament del sofriment és l'humanitarisme (vegeu també principis humanitaris, ajuda humanitària i societat humanitària). "On els esforços humanitaris busquen una addició positiva a la felicitat dels éssers sensibles, és fer feliç als infeliços més que als feliços... [L'humanitarisme] és un ingredient en moltes actituds socials; en el món modern ha penetrat tant. en moviments diversos... que difícilment es pot dir que existeix en si mateix".
Els pessimistes consideren que aquest món és principalment dolent, o fins i tot el pitjor possible, plagat de, entre altres coses, un patiment insuportable i imparable. Alguns identifiquen el patiment com la naturalesa del món i conclouen que seria millor que la vida no existís en absolut. Arthur Schopenhauer recomana refugiar-se en coses com l'art, la filosofia, la pèrdua de les ganes de viure i la tolerància cap als "companys de patiment".
Friedrich Nietzsche, primer influenciat per Schopenhauer, va desenvolupar després una altra actitud, argumentant que el sofriment de la vida és productiu, exaltant la voluntat de poder, menyspreant la compassió o la compassió febles, i recomanant abraçar voluntàriament l'"etern retorn" dels més grans sofriments.
La filosofia del dolor és una especialitat filosòfica que se centra en el dolor físic i, per això, és rellevant per al patiment en general.

## Religió
El patiment té un paper important en diverses religions, en qüestions com ara: el consol o el socors; conducta moral (no fer mal, ajudar els afectats, mostrar compassió); el progrés espiritual a través de les dificultats de la vida o a través de proves autoimposades (mortificació de la carn, penitència, ascetisme); el destí últim (salvació, condemnació, infern). La Teodicea tracta el problema del mal, que és la dificultat de conciliar l'existència d'un déu omnipotent i benèvol amb l'existència del mal: una forma de mal per excel·lència, per a moltes persones, és el patiment extrem, especialment en nens innocents, o en criatures, destinat a una eternitat de turments (vegeu problema de l'infern).
Les "Quatre nobles veritats" del budisme parlen de dukkha, un terme que sovint es tradueix com a sofriment. Expliquen la naturalesa del sofriment, la seva causa, el seu cessament i el camí que condueix al seu cessament, el Noble Camí Òctuple. El budisme considera l'alliberament del dukkha i la pràctica de la compassió (karuna) com a bàsics per portar una vida santa i assolir el nirvana.
L'hinduisme sosté que el sofriment es deriva de manera natural de comportaments negatius personals en la vida actual o en una vida passada (vegeu karma a l'hinduisme). Cal acceptar el sofriment com una conseqüència justa i com una oportunitat per al progrés espiritual. Així, l'ànima o jo veritable, que està eternament lliure de qualsevol sofriment, pot arribar a manifestar-se en la persona, que després aconsegueix l'alliberament (moksha). L'abstinència de causar dolor o dany a altres éssers, anomenat ahimsa, és un principi central de l'hinduisme, i encara més d'una altra religió índia, el jainisme (vegeu ahimsa en jainisme).
En el judaisme, el sofriment es veu sovint com un càstig pels pecats i una prova de la fe d'una persona, com il·lustra el Llibre de Job.
Per al cristianisme, el patiment redemptor és la creença que el sofriment humà, acceptat i ofert en unió amb la Passió de Jesús, pot remetre el just càstig dels pecats i permetre créixer en l'amor de Déu, dels altres i d'un mateix.
A l'Islam, els fidels han de suportar el patiment amb esperança i fe, no resistir-se ni preguntar-se per què, acceptar-lo com a voluntat d'Al·là i sotmetre's a ell com a prova de fe. Al·là mai demana més del que es pot suportar. També cal treballar per alleujar el patiment dels altres, així com el propi. El patiment també es veu com una benedicció. A través d'aquest do, el que pateix recorda Déu i es connecta amb ell. El patiment elimina els pecats dels éssers humans i neteja la seva ànima per a la immensa recompensa del més enllà i per evitar l'infern.
Segons la Fe Bahá'í, tot sofriment és una manifestació breu i temporal de la vida física, la font de la qual són els aspectes materials de l'existència física, i sovint l'afecció a ells, mentre que només existeix l'alegria als mons espirituals.

## Lluita contra el patiment
En medicina, les cures pal·liatives s'utilitzen principalment per reduir el patiment final d'un pacient. Els medicaments analgèsics, inclosa la morfina, s'utilitzen freqüentment per reduir el patiment físic. El patiment mental i social també s'aborda cada cop més. Finalment, ara es reconeix que també hi és present el patiment espiritual: «És el patiment general que correspon al dolorós sentiment d'estar separat, tallat de la font, de la vitalitat, dels sentits, de la humanitat».
Alguns contemporanis creuen que el sofriment pot i s'ha d'abolir completament a través de mitjans tècnics coneguts com a enginyeria del paradís. Segons el manifest de David Pearce “L'imperatiu hedonista”, el patiment és el resultat evitable de l'evolució darwiniana. Pearce proposa substituir l'eix dolor/plaer per estímuls similars als que es podrien desenvolupar en robòtica o per gradients de felicitat, gràcies a l'enginyeria genètica i altres tècniques o avenços científics.
La psicologia hedonista, la ciència afectiva i la neurociència afectiva són alguns dels camps científics emergents que podrien, en els propers anys, centrar la seva atenció en el fenomen del patiment.